# Internazionali di Tennis di Bergamo 2021
Gli Internazionali di Tennis di Bergamo 2021, conosciuti anche come Trofeo Faip-Perrel per motivi di sponsorizzazione, sono stati un torneo maschile di tennis giocato sul cemento indoor. Era la 16ª edizione del torneo, facente parte della categoria Challenger 80 nell'ambito dell'ATP Challenger Tour 2021. Si è giocato al Palasport di Bergamo, in Italia, dal 1º al 7 novembre 2021.

## Partecipanti

### Teste di serie
| Nazionalità          | Giocatore        | Ranking* | Testa di serie |
| -------------------- | ---------------- | -------- | -------------- |
| Slovacchia           | Alex Molčan      | 114      | 1              |
| Austria              | Dennis Novak     | 116      | 2              |
| Danimarca            | Holger Rune      | 121      | 3              |
| Moldavia             | Radu Albot       | 123      | 4              |
| Regno Unito          | Liam Broady      | 124      | 5              |
| Rep. Ceca            | Zdeněk Kolář     | 138      | 6              |
| Serbia               | Nikola Milojević | 139      | 7              |
| Bosnia ed Erzegovina | Damir Džumhur    | 140      | 8              |

* Ranking al 25 ottobre 2021.

### Altri partecipanti
I seguenti giocatori hanno ricevuto una wild card per il tabellone principale:
- Matteo Arnaldi
- Flavio Cobolli
- Luca Nardi

Il seguente giocatore è entrato in tabellone con il protected ranking:
- Yannick Maden

I seguenti giocatori sono entrati in tabellone come alternate:
- Maxime Janvier
- Serhij Stachovs'kyj

I seguenti giocatori sono passati dalle qualificazioni:
- Nerman Fatić
- Pavel Kotov
- Fábián Marozsán
- Luca Potenza

## Punti e montepremi
| Torneo    | Torneo              | V     | F     | SF    | QF    | 2T  | 1T  | Q | Q2  | Q1  |
| Singolare | Punti               | 80    | 48    | 29    | 15    | 7   | 0   | 4 | 1   | 0   |
| Singolare | Premi in denaro (€) | 6 190 | 3 650 | 2 160 | 1 260 | 730 | 450 | – | 225 | 115 |
| Doppio    | Punti               | 80    | 48    | 29    | 15    | –   | 0   | – | –   | –   |
| Doppio    | Premi in denaro (€) | 2 670 | 1 550 | 930   | 550   | –   | 310 | – | –   | –   |

## Campioni

### Singolare
Holger Rune ha sconfitto in finale  Cem İlkel col punteggio di 7–5, 7–6(6).

### Doppio
Zdeněk Kolář /  Jiří Lehečka hanno sconfitto in finale  Lloyd Glasspool /  Harri Heliövaara col punteggio di 6–4, 6–4.